# Geoff Crossley
Geoff Crossley (11. května 1921 Baslow, Derbyshire – 7. ledna 2002 Oxfordshire, Velká Británie) byl britský pilot Formule 1.
Geoff Crossley, zapálený pro závody, koupil od Geoffreye Taylora druhý vůz Alta GP a zúčastnil se s ním Grand Prix Belgie v Spa. Může se to zdát jako hodně ambiciozní krok od někoho, kdo nemá žádné zkušenosti, ale Crossley se nezalekl a dovezl svůj vůz na sedmém místě. Později se účastnil jen příležitostných závodů s podřadnými vozy. V roce 1950 dojel na šestém místě v Jersey. Pokouší se zasáhnout i do bojů v mistrovství světa F1. Na závodní dráze se snaží o úspěch až do roku 1955 a jeho posledním vystoupením je Velikonoční pondělí v Goodwoodu, ale jeho vůz nestačí na nové závodní stroje. Od tohoto závodu o něm není slyšet.

## Vítězství
- není známo, že by někdy zvítězil, nejlepší umístění zaznamenal v Jersey v roce 1950 – dojel na 6. místě.

## Formule 1
- 1950 bez bodů Alta GP

- 2 Grand Prix
- 0 Vítězství
- 0 Pole positions
- 0 Nejrychlejších kol
- 2 Podium
- 2 body

## Nejlepší umístění v mistrovství světa
- 1950 9. místo Grand Prix Belgie 1950